# Saint-Bonnet-Tronçais
Saint-Bonnet-Tronçais – miejscowość i gmina we Francji, w regionie Owernia-Rodan-Alpy, w departamencie Allier.

## Nazwa
Nazwa miejscowości pochodzi od imienia św. Boneta.

## Demografia
Według danych na rok 1990 gminę zamieszkiwały 913 osoby, a gęstość zaludnienia wynosiła 33 osoby/km². W styczniu 2015 r. Saint-Bonnet-Tronçais zamieszkiwało 736 osób, przy gęstości zaludnienia wynoszącej 26,3 osób/km².